# Хадльгримюр Свейнссон
Хадльгримюр Свейнссон (исл. Hallgrímur Sveinsson; 5 апреля 1841, Блёндюдальсхоулар — 16 декабря 1909, Рейкьявик) — исландский прелат, епископ Исландии с 1889 по 1908 год.

## Биография
Хадльгримюр Свейнссон родился 5 апреля 1841 года в Блёндюдальсхоулар в семье члена Альтинга Свейдна Ниельссона (исл. Sveinn Níelsson) и Гвюдрун Йоунсдоуттир (исл. Guðrún Jónsdóttir), домохозяйка.
Закончил богословский факультет Копенгагенского университета в 1870 году, затем учился в духовной семинарии в Копенгагене в 1870-1871 годах. Рукоположен 8 октября 1871 года и назначен священником в кафедральный собор Рейкьявика. После того, как епископ Пьетюр Пьетюрссон ушел на покой 16 апреля 1889 года, Хадльгримюр был назначен новым епископом Исландии и рукоположен в епископы в Копенгагене 25 мая 1889 года Брун Юл Фогом (дат. Bruun Juul Fog), епископом Зеландским. Хадльгримюр занимал должность епископа Исландии в течение 19 лет и ушел на покой 19 сентября 1908 года.
Избирался в альтинг в 1885–1887 и 1893–1905 годах. Председатель Объединенного собрания в 1897–1899 гг, вице-президент Верхней палаты Альтинга в 1903 году.
Хадльгримюр женат на датчанке Элина Мари Болетт, урожденной Февейлес (дат. Elina Marie Bolette Fevejle; род. 1847, ум. 1934), с которой познакомился во время учебы в Копенгагене. Они поженились 16 сентября 1871 года и у них родилось четверо детей — Фридрик (1872 г.), Гвюдрун (1875 г.), Свейдн (1876 г.), Аугуста (1877 г.).